# Puente de la Bahía de Yokohama
El Puente de la Bahía de Yokohama (横浜ベイブリッジ Yokohama Bei Buridji?) es un puente atirantado de 860 metros de longitud situado en Yokohama (Japón). Inaugurado el 27 de septiembre de 1989, cruza la Bahía de Tokio con una luz de 460 metros. El peaje es de 600 yenes. El puente forma parte de la Ruta Bayshore de la Autopista Shuto.